# Skolan för arkitektur och samhällsbyggnad
Skolan för arkitektur och samhällsbyggnad (ABE) är en av fem skolor vid Kungliga Tekniska högskolan (KTH). Verksamheten omfattar forskning, utbildning och samverkan inom samhällsplanering, samhällsbyggnad samt arkitektur. Skolan är unik på KTH till följd av dess högst tvärvetenskapliga karaktär, som involverar perspektiv från både samhällsvetenskap, naturvetenskap; mer renodlat teniska studier och humaniora.

## Forskning
Institutionens forskning internationellt framstående och hamnar högt på rankinglistor inom sitt område. Skolan består av 16 avdelningar och ett flertal centrumbildningar. Skolan har cirka 70 professorer, inräknat gästprofessorer och adjungerade professorer, tillsammans med 30 docenter. Dessa är fördelade över sex forskningsområden och ämnesinriktningar.

### Institutioner
På Skolan för arkitektur och samhällsbyggnad bedrivs utbildning och forskning vid sex institutioner.
- Arkitektur (tidigare var arkitektskolan en egen institution men är nu en del av Skolan för arkitektur och samhällsbyggnad)
- Byggvetenskap
- Fastigheter och byggande
- Filosofi och historia
- Hållbar utveckling, miljövetenskap och teknik (SEED)

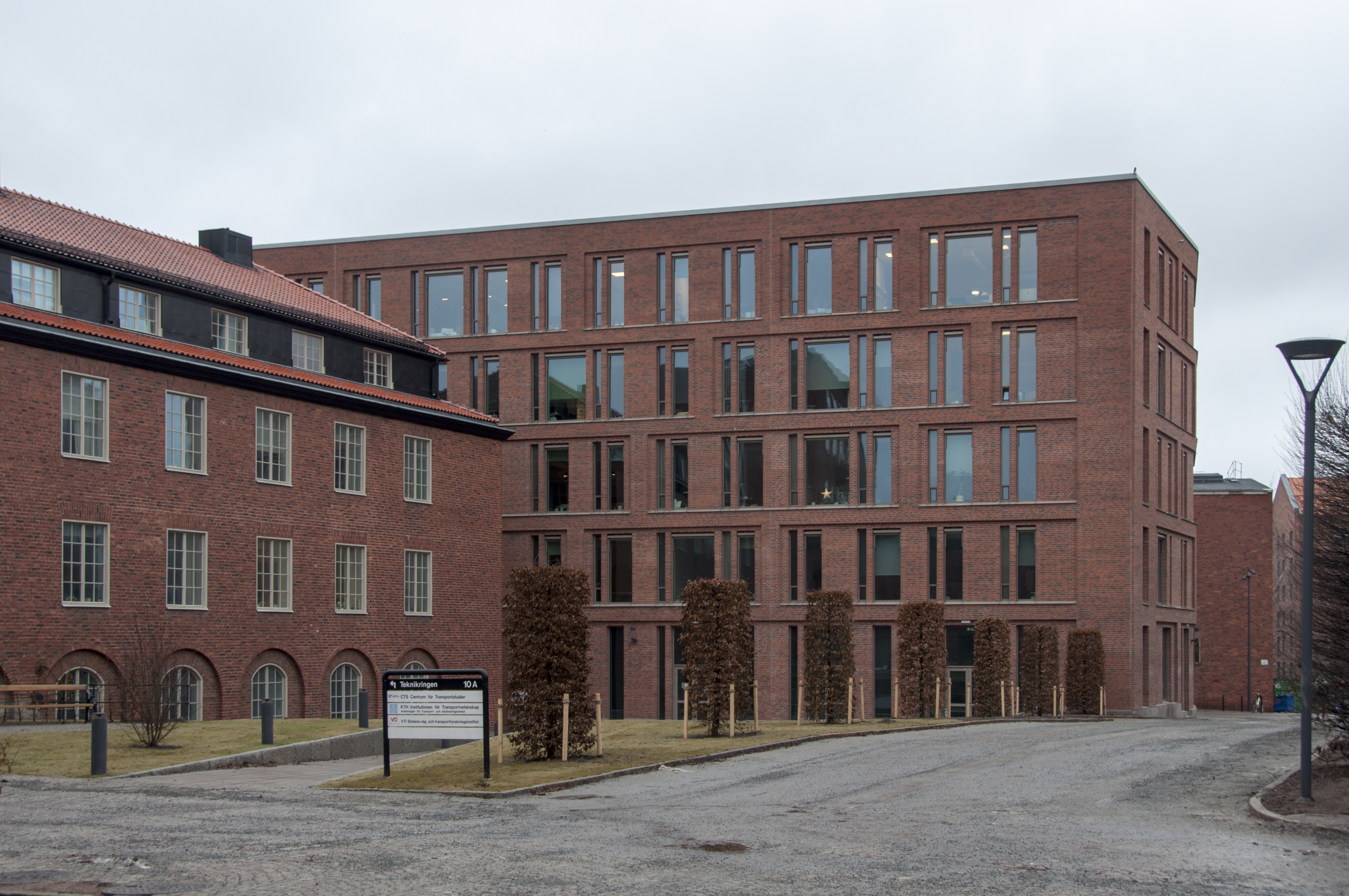
Hållbarhetshuset eller "miljöhuset" är en av Skolan för arkitektur och samhällsbyggnads huvudsakliga byggnader. Huset vann Årets Fasad 2018.

- Samhällsplanering och miljö

#### Forskningsområden som respektive institution ansvarar för
- Arkitektur : Arkitekturens design, teknik och representation; Arkitekturens teori, historia och kritiska studier; Stadsbyggnad.
- Byggvetenskap : Betongbyggnad, Bro- och stålbyggnad, Byggnadsmaterial, Byggnadsteknik, Installationsteknik, Jord- & bergmekanik, Strömnings- och klimatteknik, Trafik- & logistik.
- Fastigheter och byggande:  Fastighetsekonomi och finans; Fastighetsföretagande och finansiella system; Lantmäteri – fastighetsvetenskap och geodesi; Ledning och organisering i byggande och förvaltning
- Filosofi och historia : Filosofi, Historiska studier av teknik, vetenskap och miljö
- Hållbar utveckling, miljövetenskap och teknik (SEED) : Industriell ekologi, Mark- och vattenteknik, Miljöstrategisk analys.
- Samhällsplanering och miljö : Geoinformatik, Regional utveckling, Transport- & lokaliseringsanalys

### Forskningscentran
På skolan finns flera centrumbildningar som stärker arbetet med samverkan mellan privat industri, offentlig sektor och akademi
- Centrum för framtidens sjömat, Blå mat
- Centrum för Trafikforskning (CTR)
- Centrum för Transportstudier (CTS)
- KTH Environmental Humanities Laboratory (EHL)
- KTH Vattencentrum
- Road2Science
- Sustainable Finance Lab

## Utbildningsprogram

### Avancerad nivå
Samtliga program bedrivs helt på engelska.
- Arkitektur 120 hp
- Fastigheter och byggande 120 hp
- Husbyggnads- och anläggningsteknik 120 hp
- Hållbar samhällsplanering och stadsutformning 120 hp
- Ljusdesign 60 hp
- Miljöteknik och hållbar infrastruktur 120 hp
- Teknik och hållbar utveckling 120 hp
- Transport och geoinformatik 120 hp
- Transport, Mobility and Innovation (Joint EIT Urban Mobility) 120 hp

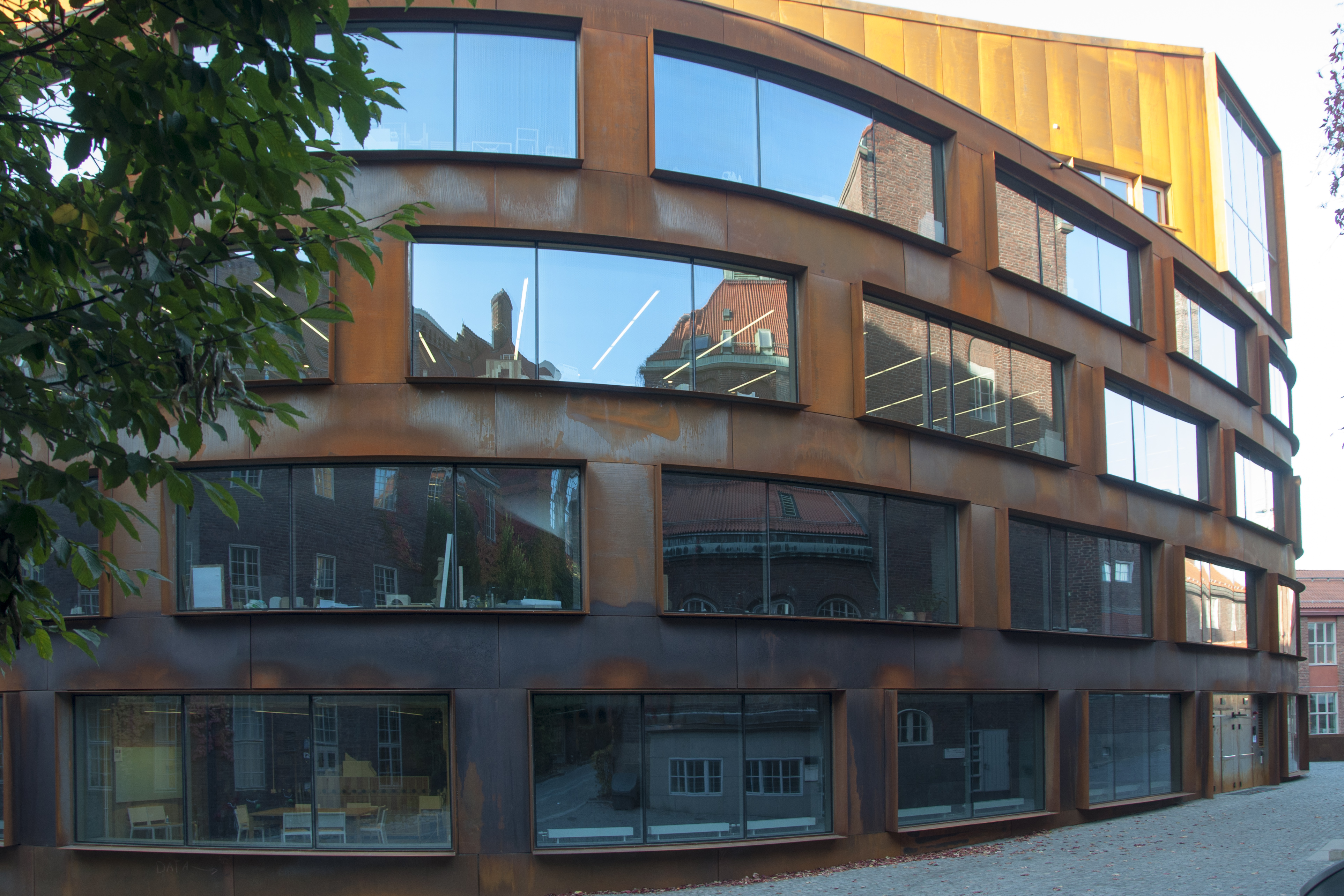
Arkitekturskolan eller "konservburken" är en av Skolan för arkitektur och samhällsbyggnads huvudsakliga byggnader.

#### Grundnivå
- Arkitekt 300 hp
- Civilingenjör Samhällsbyggnad 300 hp
- Högskoleingenjör Byggteknik och design 180 hp
- Kandidatutbildning Fastighet och finans 180 hp
- Kandidatutbildning Fastighetsutveckling med fastighetsförmedling 180 hp

## Samverkan
Skolan och dess anställda ägnar sig också åt olika typer av samverkan med olika aktörer i samhället för att främja en hållbar samhällsutveckling.
- InfraSweden (Nationellt strategiskt innovationsprogram (SIP) finansierat av Vinnova, Energimyndigheten och Formas)
- Mistra SAMS (Kunskapsutbyte och samverkan)
- Mistra Sustainable Consumption
- Nationellt nätverk för byggautomation (Verkar för automatisering och nyttjande av maskininlärning inom framtidens byggande etc.)
- Centrum för byggeffektivitet
- Samhällsbyggnadslänken (förening för samverkan KTH organisationer och myndigheter inom samhällsbyggnadsområdet.)
- Seafarm (forskningsprojekt makroalger odlas och används för en mängd olika ändamål i ett kretslopp.)
- Sveriges Bygguniversitet (samarbetsorganisation som omfattar de forsknings- och utbildningsenheter på Chalmers, KTH, LTH och LTU som är knutna till utbildning av civilingenjörer eller motsvarande med bygginriktning.)
- Säkraplatser-nätverket
- Viable Cities (strategiskt innovationsprogram inriktat på klimatneutrala och hållbara städer.)